# هنري هاي ميلدريد
هنري هاي ميلدريد (بالإنجليزية: Henry Hay Mildred)‏ هو محامي وسياسي بريطاني وأسترالي (وحمل سابقاً جنسية المملكة المتحدة لبريطانيا العظمى وأيرلندا)، ولد في 17 أغسطس 1839 في أستراليا، وتوفي في 25 ديسمبر 1920 في نفس البلد. انتخب عضو مجلس النواب جنوب أستراليا من الجمعية عن دائرة Electoral district of East Torrens ‏ وقد انضم خلال فترته النيابية (28 مارس 1870 – 13 ديسمبر 1871)  للكتلة البرلمانية مستقل.